# 핑크살롱

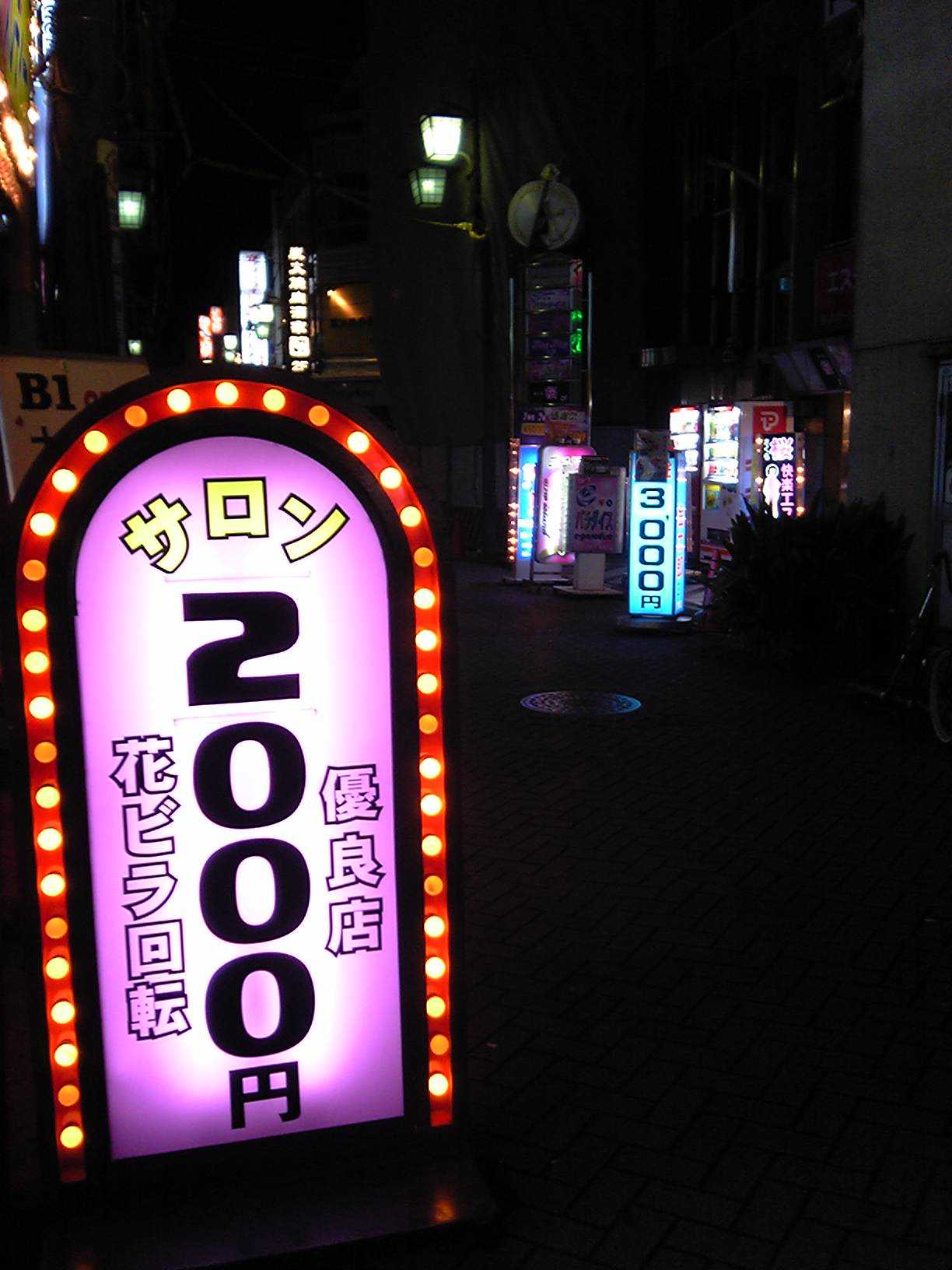
핑크살롱

핑크살롱(ピンクサロン)은 여성 종업원이 구강 성교를 중심으로 성적 서비스를 하는 일본의 유흥 업소이다. 청량 음료와 알콜 음료도 제공된다.